# Taare Zameen Par – Ein Stern auf Erden
Taare Zameen Par (Hindi: तारे ज़मीन पर tāre zamīn par; Urdu: تارے زمین پر; alternativer Titel: Taare Zameen Par - Every Child is Special) ist ein Hindi-Film aus dem Jahr 2007 und das Regiedebüt des Schauspielers Aamir Khan. Sowohl von den Kritikern als auch kommerziell ist der Film ein Erfolg und wurde mit wichtigen Preisen ausgezeichnet.

## Handlung
Der achtjährige Ishaan hat große Schwierigkeiten in der Schule. In jedem Fach bekommt er schlechte Noten und steht erneut vor der Frage, ob er die dritte Klasse überhaupt schafft, die er schon zum zweiten Mal besucht. Die Lehrer sind verzweifelt und bestrafen ihn, um auf Besserung zu hoffen.
Auch zu Hause wissen die Eltern nicht weiter. Sein Vater führt die schlechten Noten auf Faulheit zurück und schimpft ihn nur aus. Für ihn ist es unverständlich, dass einerseits sein älterer Sohn Yohan stets der Klassenbeste ist und Ishaan schulisch in jeder Hinsicht versagt. Trotzdem versucht die Mutter mit ihm zu üben.
Doch es bringt nichts und der Besuch bei der Rektorin endet bei dem Entschluss, Ishaan in ein Internat zu stecken. Dort ergeht es Ishaan, der die Trennung von seinen Eltern nicht verkraften kann, noch schlechter. Schlimmer noch, Ishaan gibt sein einziges Können auf: das Malen, denn in ihm steckt ein kleiner Künstler.
Als der Kunstaushilfslehrer Ram Shankar Nikumbh davon erfährt, ist er erschüttert und sucht nach Gründen für dieses Problem. In Ishaans Schulheften findet er die Antwort auf seine Fragen. Er leidet an Dyslexie in Form der Legasthenie (Lese-Rechtschreib-Schwäche). Dieses Problem bringt Ram Ishaans Eltern näher, die sehr erschüttert sind und sich um seine Zukunft sorgen.
Nun will Ram Ishaan unterstützen und ihm das Lesen und Schreiben spielerisch beibringen. Nach einiger Zeit sieht man auch die ersten Erfolge. Auch will Ram ihm helfen aus seiner Außenseiterposition herauszukommen und lädt alle Mitschüler und Lehrer zu einem Malwettbewerb ein. Schließlich gewinnt Ishaan den Wettbewerb und bekommt verdient die Anerkennung seines Talents.

## Musik
| Liedtitel        | Sänger |
| ---------------- | --- |
| Taare Zameen Par | Shankar Mahadevan, Dominique Cerejo, Vivienne Pocha                                                                                                 |
| Kholo Kholo      | Raman Mahadevan |
| Bum Bum Bole     | Shaan, Aamir Khan |
| Jame Raho        | Vishal Dadlani |
| Maa              | Shankar Mahadevan |
| Bheja Kum        | Shankar Mahadevan, Loy Mendonsa, Bugs Bhargava, Shankar Sachdev, Raaj Gopal Iyer, Ravi Khanvilkar, Amole Gupte, Kiran Rao, Aamir Khan, Ram Madhvani |
| Mera Jahan       | Adnan Sami, Auriel Cordo, Ananya Wadkar |
| Ishaan's Theme   | Shankar-Ehsaan-Loy |

## Auszeichnungen
Filmfare Award 2008
- Filmfare Award/Bester Film an Aamir Khan
- Filmfare Award/Beste Regie an Aamir Khan
- Filmfare Award/Beste Story an Amol Gupte
- Filmfare Award/Kritikerpreis – Bester Darsteller an Darsheel Safary
- Filmfare Award/Bester Liedtext an Prasoon Joshi

Star Screen Awards (2008)
- Star Screen Award/Beste Regie an Aamir Khan
- Star Screen Award/Bester Nebendarsteller an Aamir Khan
- Star Screen Award/Bestes Regiedebüt an Aamir Khan
- Star Screen Award/Special Jury Award an Darsheel Safary
- Star Screen Award/Bester Kinderdarsteller an Darsheel Safary
- Star Screen Award/Beste Story an Amol Gupte
- Star Screen Award/Bester Dialog an Amol Gupte
- Star Screen Award/Bester Liedtext an Prasoon Joshi

Zee Cine Awards (2008)
- Zee Cine Award/Beste Regie an Aamir Khan
- Zee Cine Award/Bestes Regiedebüt an Aamir Khan
- Zee Cine Award/Bester Liedtext an Prasoon Joshi für den Song Maa
- Zee Cine Award/Kritikerpreis – Bester Darsteller an Darsheel Safary
- Zee Cine Award/Most Promising Debut (Child Artiste) an Darsheel Safary
- Zee Cine Award/Beste Story an Amol Gupte

V. Shantaram Awards (2008)
- Bester Film (Gold)
- Bester Hauptdarsteller - Darsheel Safary
- Beste Regie (Silber) - Aamir Khan
- Bestes Drehbuch - Amol Gupte

National Film Award for Best Film on Family Welfare 2007

## Sonstiges
- Darsheel Safary ist der erste Junge, der mit nur 12 Jahren für den Filmfare Award/Bester Hauptdarsteller nominiert wurde.
- Die Künstlerin Lalitha Lajmi, die Schwester von Guru Dutt, hat einen Gastauftritt.